# Zelk Zoltán-díj

Zelk Zoltán költő (1972)

A Zelk Zoltán-díjat 2000-ben alapította a költő özvegye, Sinka Erzsébet irodalomtörténész, illetve a Zelk Zoltán Alapítvány. Az alapítás óta eltelt évek során a díj a kortárs költészet egyik legjelentősebb elismerésévé vált. 
Az alapítvány célja, hogy mind erkölcsi, mind anyagi értelemben segítse a költők munkáját és irodalmi, művészeti tevékenységét a már meglévő irodalmi és művészeti értékek megőrzése és gyarapítása érdekében. Az alapítvány kuratóriuma évente egy alkalommal, minden év decemberében, Zelk Zoltán születésnapja (december 18.) közelében adja át a Zelk Zoltán-díjat az arra érdemesnek tartott költő részére. Az átadási ünnepséget kezdetben Szántó Piroska és Vas István emléklakásán, később 2019-ig a Petőfi Irodalmi Múzeumban tartották, majd újabb helyszíneket kerestek.
Korábban a díj kuratóriumának tagja volt Ágh István költő, író, műfordító, Forgó Zsuzsanna, valamint Takács Zsuzsa költő, író, műfordító, Bazsányi Sándor és Kántor Péter költő, műfordító. Ágh István lemodását követően, 2019. júniustól az alapítvány képviselője Forgó Zsuzsanna.
2020-ban és 2021-ben – a Covid19-pandémia és más okok miatt – nem adták ki a díjat. 2022-ben az alapítvány megújult kuratóriuma folytatta a díj kiadását.

## A díjazottak
- 2000 – Borbély Szilárd[1][2]
- 2001 – Kemény István[2][4]
- 2002 – Poós Zoltán[2]
- 2003 – Csengery Kristóf[2]
- 2004 – Szabó T. Anna[2]
- 2005 – Jász Attila[2]
- 2006 – Acsai Roland[2][5]
- 2007 – G. István László[2]
- 2008 – Jónás Tamás[2][3]
- 2009 – Villányi László[2][6]
- 2010 – Győrffy Ákos[2]
- 2011 – Varga Mátyás[2][7]
- 2012 – Kiss Judit Ágnes[8][9]
- 2013 – László Noémi[2]
- 2014 – Fehér Renátó[1][2][10][11]
- 2015 – Dékány Dávid[2][12]
- 2016 – Kőrizs Imre[2][13]
- 2017 – Krusovszky Dénes[2][14]
- 2018 – Sajó László[2][15]
- 2019 – Markó Béla[16]
- 2020-ban és 2021-ben a díjat nem adták ki.
- 2022 – Csehy Zoltán[17]